# Samsung Galaxy M31
Il Samsung Galaxy M31 è uno smartphone Android di fascia media di Samsung Electronics destinato prevalentemente al mercato indiano, immesso sul mercato in Italia a fine aprile 2020.

## Design
Samsung Galaxy M31 si presenta con la notch a goccia e cornici piuttosto sottili, esclusa la parte inferiore. La parte posteriore è in plastica, così come il bilanciere del volume e il tasto d’accensione, ospita l'array della fotocamera che si trova nell'angolo con una sporgenza rettangolare, contenente 4 fotocamere, non molto distante dal lettore di impronte digitali.

## Specifiche

### Hardware[1][2]
Lo smartphone ha uno schermo Super AMOLED da 6,4 pollici Infinity-U, con risoluzione Full HD+ (2340 × 1080 pixel) e aspect ratio 19,5:9.
Ha 6 o 8 GB di RAM e 64 o 128 GB (in base alla versione) di memoria interna di tipo UFS 2.1 espandibile tramite microSD fino a 512 GB.
Ha connettività 2G, 3G e 4G VoLTE, WiFi 802.11 a/b/g/n/ac dual band, Wi-Fi Direct, hotspot, Bluetooth 5.0 con A2DP ed LE, A-GPS, GLONASS, GALILEO, BDS, radio FM RDS, ha l’ingresso jack audio da 3,5 mm, una porta USB-C 2.0 e una batteria ai polimeri di litio da 6.000 mAh non removibile, con durata dichiarata di 48 ore in chiamata in autonomia, 21 ore di navigazione sotto rete WiFi, 26 ore di riproduzione video e 119 di riproduzione audio. Inoltre è presente il supporto alla ricarica rapida a 15 watt.

#### Fotocamere
Il Galaxy M31 ha sul retro quattro sensori, quello principale da 64 megapixel con apertura f/1.8, il grandangolare da 8 megapixel con apertura f/2.2 e campo di visione di 123 gradi e due sensori da 5 megapixel, un macro e un sensore di profondità. Sono presenti flash LED, HDR, autofocus PDAF e registrazione video 4K@30fps con stabilizzazione EIS. La fotocamera frontale è da 32 megapixel con apertura f/2.0, HDR e registrazione video 4K@30fps.

### Software
Samsung Galaxy M31 è equipaggiato con Android 10 personalizzato con la One UI Core 2.0, poi aggiornata alla versione 2.1 e dopo ancora alla 2.5, che contiene varie app tra cui Bixby Vision, le AR Emoji, il Super Slow Motion, Live Focus, la modalità notturna nelle foto e lo sblocco col volto, come alternativa al lettore di impronte digitali.
Da gennaio 2021 inizia a ricevere l'aggiornamento ad Android 11 con One UI Core 3.0, poi passata a marzo alla versione 3.1.

## Varianti

### Galaxy M31s
Il Samsung Galaxy M31s è una variante dell'M31 commercializzata ad agosto 2020. Differisce dall'M31 per lo schermo (6,5" FHD+), per l'assenza del taglio da 64 GB di memoria interna, per il sensore grandangolare da 12 MP (anziché 8) e per la presenza dell'OTG e della ricarica rapida a 25 W.
È stato immesso sul mercato con sistema Android 10 e One UI Core 2.1, poi aggiornata alla versione 2.5.
Da febbraio 2021 inizia a ricevere l’aggiornamento ad Android 11 con One UI Core 3.0, poi passata a marzo alla versione 3.1.

### Galaxy M31 Prime
Il Samsung Galaxy M31 Prime è una variante dell'M31 commercializzata ad ottobre 2020. Differisce dall'M31 principalmente per la presenza di un solo taglio di memoria RAM (6 GB) ed interna (128 GB), per l'assenza dell'NFC e per la presenza della colorazione Iceberg Blue anziché quella rossa.